# Vivcearne, Vilneansk
Vivcearne (în ucraineană Вівчарне) este un sat în comuna Kirova din raionul Vilneansk, regiunea Zaporijjea, Ucraina.

## Demografie
Componența lingvistică a localității Vivcearne
     Ucraineană (95,83%)
     Rusă (4,17%)
Conform recensământului din 2001, majoritatea populației localității Vivcearne era vorbitoare de ucraineană (95,83%), existând în minoritate și vorbitori de rusă (4,17%).